# Ханс Герхард Кројцфелд
Ханс Герхард Кројцфелд (Харбург на Елби, 2. јун 1885 - 30. децембар 1964) је био немачки неуропатолог, који је први описао Кројцфелд-Јакобову болест. За време Другог светског рата је спасио неке људе од смрти од концентрационих логора и такође је успео да спаси скоро све своје пацијенте да не буду убијени у Акцији Т4, нацистичком програму еутаназије.